# Герб комуни Фагерста
Герб комуни Фагерста (швед. Fagersta kommunvapen) — символ шведської адміністративно-територіальної одиниці місцевого самоврядування комуни Фагерста.

## Історія
Герб було розроблено для міста Фагерста. Він отримав королівське затвердження 1947 року.    
Після адміністративно-територіальної реформи, проведеної в Швеції на початку 1970-х років, муніципальні герби стали використовуватися лишень комунами. Цей герб був 1971 року перебраний для нової комуни Фагерста.
Герб комуни офіційно зареєстровано 1974 року.

## Опис (блазон)
Щит скошений ліворуч, у верхньому срібному полі — синій алхімічний знак заліза, у нижньому синьому — срібна лілія, у відділеній хвилясто синій главі — срібне колесо з розгорнутими обабіч крилами.

## Зміст
Лілія та алхімічний знак походять з емблеми місцевого металургійного підприємства, яке сприяло розвитку міста. Доданий до нього символ крилатого колеса уособлює залізницю.